# Communauté de communes du Pays de la Vallée de l’Aisne
Die Communauté de communes du Pays de la Vallée de l’Aisne war ein französischer Gemeindeverband mit der Rechtsform einer Communauté de communes im Département Aisne in der Region Hauts-de-France. Sie wurde am 31. Dezember 1992 gegründet und umfasste 24 Gemeinden. Der Verwaltungssitz befand sich im Ort Vic-sur-Aisne.

## Historische Entwicklung
Am 1. Januar 2017 wurde der Gemeindeverband mit der Communauté de communes Villers-Cotterêts Forêt de Retz sowie zwölf Gemeinden der aufgelösten Communauté de communes de l’Ourcq et du Clignon (Ancienville, Chouy, Dammard, La Ferté-Milon, Macogny, Marizy-Sainte-Geneviève, Marizy-Saint-Mard, Monnes, Noroy-sur-Ourcq, Passy-en-Valois, Silly-la-Poterie und Troësnes) zur neuen Communauté de communes Retz en Valois zusammengeschlossen.

## Ehemalige Mitgliedsgemeinden
1. Ambleny
2. Audignicourt
3. Berny-Rivière
4. Bieuxy
5. Cœuvres-et-Valsery
6. Cutry
7. Dommiers
8. Épagny
9. Fontenoy
10. Laversine
11. Montigny-Lengrain
12. Morsain
13. Mortefontaine
14. Nouvron-Vingré
15. Pernant
16. Ressons-le-Long
17. Saconin-et-Breuil
18. Saint-Bandry
19. Saint-Christophe-à-Berry
20. Saint-Pierre-Aigle
21. Tartiers
22. Vassens
23. Vézaponin
24. Vic-sur-Aisne